# Pielgrzym (czasopismo w Kanadzie)
Pielgrzym – polskojęzyczny miesięcznik ilustrowany ukazujący się w latach 1984-2001 w Toronto w Kanadzie jako “czasopismo katolików polskich”. Pismo katolickie o profilu społeczno-kulturalno-religijnym, wydawane wysiłkiem społecznym przez Polsko-Kanadyjską Grupę Społeczną pod patronatem Konferencji Księży Polskich w Kanadzie.
Pielgrzym był owocem pracy katolików na emigracji w okresie postsolidarnościowym. Sam tytuł zawiera różnorakie odniesienia znaczeniowe – od „pielgrzymstwa” (tj. uchodźstwa  polskiego) poprzez pielgrzymowanie do sanktuariów religijnych, pielgrzymowanie do prawdy, aż po osobę wielkiego pielgrzyma – Jana Pawła II. 
Czasopismo wyrosło z dążenia do utrwalenia i pogłębienia wartości wyniesionych z polskiej tradycji chrześcijańskiej. Pielgrzym dążył do dogłębnego ukazywania postaw chrześcijańskich czerpiąc z nauczania Kościoła, a równocześnie z osiągnięć społeczeństw zachodnich w zakresie etyki pracy oraz ofiarności na rzecz potrzebujących. Podejmowane były również  - szczególnie w początkowym okresie – problemy  emigracyjne, pomagające w rozstrzyganiu dylematów życia na obczyźnie. Starano się wędrować z czytelnikami w kierunku głębszego przeżywania wiary, w kierunku jej rozwijania, aby nie była tylko etykietką (Polak = katolik), ale świadomym wyborem, radykalną przemianą postawy, życiem w prawdzie i miłości. Podejmowano też współczesne dylematy moralne, jak prawo do życia od poczęcia do naturalnej śmierci, problemy małżeństwa i rodziny, problemy etyczne związane z klonowaniem, poszukiwaniami w zakresie komórek macierzystych.
Zespół redakcyjny na przestrzeni lat tworzyli: o. Andrzej Guryn OFM Conv., Andrzej Hanebach, Zdzisław Iwańczak, Danuta Kotapka, Teresa Kowalska-Caliman, Andrzej Kowalski,  Jacek Kozak, Alicja Manterys-Amyot, Halina Marash, o. Tadeusz Nowak OMI, Stanisław Nowak,  Franciszek Olszewski,  Jolanta Orłowska, Ewa Poliszot, Anna Sołtyk, o. Teofil Szendzielarz OMI,  Ewa Szozda, Zbigniew Szymborski, Maria Wojtczak, Elżbieta Zambrzycka i Alina Zarembina. 
Wśród stałych współpracowników znaleźli się: ks. Edward Ewczyński, Stefan Król, Zbigniew Pieciul, Jacek Ratajczak, o. Jacek Salij OP, Marek Skwarnicki, Jerzy Słubicki, o. Augustyn Szymański OFM, Irma Zaleska, o. Maciej Zięba OP, Ewa Chwojko. 
Opracowanie graficzne: Zbigniew Błażejewski, Anna Sołtyk, Jan Zaremba, Zbigniew Pieciul, Jerzy Karpowicz, Teresa Ross-Olszewski.